# Fenerbahçe Spor Kulübü 2025-2026 (calcio)
Questa pagina raccoglie i dati riguardanti la sezione calcistica del Fenerbahçe Spor Kulübü nelle competizioni ufficiali della stagione 2025-2026.

## Maglie e divise
| Casa | Trasferta | Terza Divisa |

Per la stagione 2025-2026 lo sponsor tecnico del Fenerbahçe è Adidas,  mentre gli sponsor ufficiali sono i main sponsors Otokoç (competizioni nazionali) e Chobani (competizioni europee), il side sponsor Safiport, il back sponsor Halley, gli sleeve sponsors Nesine e Alpet, e gli short sponsors Gain e Pasha Group.

## Rosa
Rosa aggiornata al 19 agosto 2025 

In corsivo i calciatori ceduti durante la stagione
| N. |                        | Ruolo | Calciatore          |
| -- | ---------------------- | ----- | ------------------- |
| 1  | Turchia (bandiera)     | P     | İrfan Can Eğribayat |
| 3  | Brasile (bandiera)     | D     | Diego Carlos        |
| 4  | Turchia (bandiera)     | D     | Çağlar Söyüncü      |
| 5  | Turchia (bandiera)     | C     | İsmail Yüksek       |
| 6  | Ghana (bandiera)       | D     | Alexander Djiku     |
| 7  | Brasile (bandiera)     | C     | Fred                |
| 8  | Turchia (bandiera)     | C     | Mert Hakan Yandaş   |
| 10 | Colombia (bandiera)    | A     | Jhon Durán          |
| 13 | Turchia (bandiera)     | P     | Tarık Çetin         |
| 14 | Turchia (bandiera)     | D     | Yiğit Efe Demir     |
| 17 | Turchia (bandiera)     | C     | İrfan Kahveci       |
| 18 | Turchia (bandiera)     | D     | Mert Müldür         |
| 19 | Marocco (bandiera)     | A     | Youssef En-Nesyri   |
| 20 | Turchia (bandiera)     | A     | Cengiz Ünder        |
| 22 | Turchia (bandiera)     | D     | Levent Mercan       |
| 23 | Turchia (bandiera)     | A     | Cenk Tosun          |
| 24 | Paesi Bassi (bandiera) | D     | Jayden Oosterwolde  |
| 27 | Portogallo (bandiera)  | D     | Nélson Semedo       |
| 28 | Turchia (bandiera)     | C     | Bartuğ Elmaz        |

| N. |                        | Ruolo | Calciatore          |
| -- | ---------------------- | ----- | ------------------- |
| 33 | Inghilterra (bandiera) | D     | Archie Brown        |
| 34 | Marocco (bandiera)     | C     | Sofyan Amrabat      |
| 37 | Slovacchia (bandiera)  | D     | Milan Škriniar      |
| 40 | Croazia (bandiera)     | P     | Dominik Livaković   |
| 45 | Mali (bandiera)        | A     | Nene Dorgeles       |
| 50 | Brasile (bandiera)     | D     | Rodrigo Becão       |
| 53 | Polonia (bandiera)     | C     | Sebastian Szymański |
| 70 | Turchia (bandiera)     | A     | Oğuz Aydın          |
| 77 | Serbia (bandiera)      | D     | Ognjen Mimović      |
| 94 | Brasile (bandiera)     | A     | Talisca             |
| 95 | Turchia (bandiera)     | D     | Yusuf Akçiçek       |
|    | Turchia (bandiera)     | A     | Emre Mor            |
|    | Turchia (bandiera)     | A     | Burak Kapacak       |

## Calciomercato

### Sessione estiva
| Acquisti         | Acquisti        | Acquisti              | Acquisti                  |
| R.               | Nome            | da                    | Modalità                  |
| ---------------- | --------------- | --------------------- | ------------------------- |
| A                | Nene Dorgeles   | Salisburgo            | definitivo (18 milioni €) |
| C                | Sofyan Amrabat  | Fiorentina            | definitivo (12 milioni €) |
| D                | Archie Brown    | Gent                  | definitivo (8 milioni €)  |
| D                | Milan Škriniar  | Paris Saint-Germain   | definitivo (7 milioni €)  |
| D                | Nélson Semedo   | Wolverhampton         | gratuito                  |
| P                | Tarık Çetin     | Çaykur Rizespor       | gratuito                  |
| A                | Jhon Durán      | Al-Nassr              | prestito                  |
| Altre operazioni |                 |                       |                           |
| R.               | Nome            | da                    | Modalità                  |
| A                | Cengiz Ünder    | Los Angeles FC        | fine prestito             |
| A                | Lincoln         | Hull City             | fine prestito             |
| D                | Ognjen Mimović  | Zenit San Pietroburgo | fine prestito             |
| A                | Emre Mor        | Eyüpspor              | fine prestito             |
| C                | Bartuğ Elmaz    | Maribor               | fine prestito             |
| D                | Emir Ortakaya   | Beerschot             | fine prestito             |
| D                | Yiğit Efe Demir | Fatih Karagümrük      | fine prestito             |
| D                | Omar Fayed      | Beerschot             | fine prestito             |
| P                | Ertuğrul Çetin  | Gençlerbirliği        | fine prestito             |
| D                | Yiğit Fidan     | İstanbulspor          | fine prestito             |
| A                | Arda Akgün      | Fatih Karagümrük      | fine prestito             |
| P                | Furkan Akyüz    | Fatih Karagümrük      | fine prestito             |

| Cessioni         | Cessioni            | Cessioni            | Cessioni      |
| R.               | Nome                | a                   | Modalità      |
| ---------------- | ------------------- | ------------------- | ------------- |
| D                | Bright Osayi-Samuel | Birmingham City     | gratuito      |
| A                | Edin Džeko          | Fiorentina          | gratuito      |
| C                | Miha Zajc           | Dinamo Zagabria     | gratuito      |
| D                | Omar Fayed          | Arouca              | prestito      |
| A                | Dušan Tadić         |                     | svincolato    |
| D                | Serdar Aziz         |                     | svincolato    |
| A                | Lincoln             | svincolato          |               |
| Altre operazioni |                     |                     |               |
| R.               | Nome                | da                  | Modalità      |
| D                | Emir Ortakaya       | Eyüpspor            | prestito      |
| P                | Furkan Akyüz        | Sarıyer             | prestito      |
| C                | Emre Demir          | Sakaryaspor         | prestito      |
| D                | Yiğit Fidan         | Pendikspor          | prestito      |
| P                | Ertuğrul Çetin      | Esenler Erokspor    | prestito      |
| C                | Sofyan Amrabat      | Fiorentina          | fine prestito |
| D                | Milan Škriniar      | Paris Saint-Germain | fine prestito |
| A                | Allan Saint-Maximin | Al-Ahli             | fine prestito |
| C                | Filip Kostić        | Juventus            | fine prestito |

### Sessione invernale
| Acquisti         | Acquisti         | Acquisti         | Acquisti         |
| R.               | Nome             | da               | Modalità         |
| Altre operazioni | Altre operazioni | Altre operazioni | Altre operazioni |
| R.               | Nome             | da               | Modalità         |
| ---------------- | ---------------- | ---------------- | ---------------- |

| Cessioni         | Cessioni         | Cessioni         | Cessioni         |
| R.               | Nome             | a                | Modalità         |
| Altre operazioni | Altre operazioni | Altre operazioni | Altre operazioni |
| R.               | Nome             | da               | Modalità         |
| ---------------- | ---------------- | ---------------- | ---------------- |

## Risultati

### Süper Lig

#### Girone di andata
| Istanbul 1ª giornata | Fenerbahçe | – rinviata referto | Alanyaspor | Stadio Şükrü Saraçoğlu |

| Smirne 16 agosto 2025, ore 21:30 UTC+2 2ª giornata | Göztepe | 0 – 0 referto | Fenerbahçe | Stadio Gürsel Aksel\| Arbitro: \| Kol \| |
| Arbitro:                                           | Kol     |               |            |                                          |

| Istanbul 23 agosto 2025, ore 21:30 UTC+2 3ª giornata | Fenerbahçe | – referto | Kocaelispor | Stadio Şükrü Saraçoğlu |

| Ankara 31 agosto 2025, ore 19:30 UTC+2 4ª giornata | Gençlerbirliği | – referto | Fenerbahçe | Stadio Eryaman |

| Istanbul 5ª giornata | Fenerbahçe | – referto | Trabzonspor | Stadio Şükrü Saraçoğlu |

| Istanbul 6ª giornata | Kasımpaşa | – referto | Fenerbahçe | Stadio Recep Tayyip Erdoğan |

| Istanbul 7ª giornata | Fenerbahçe | – referto | Antalyaspor | Stadio Şükrü Saraçoğlu |

| Samsun 8ª giornata | Samsunspor | – referto | Fenerbahçe | Nuovo stadio 19 maggio |

| Istanbul 9ª giornata | Fenerbahçe | – referto | Fatih Karagümrük | Stadio Şükrü Saraçoğlu |

| Gaziantep 10ª giornata | Gaziantep | – | Fenerbahçe | Stadio di Gaziantep |

| Istanbul 11ª giornata | Beşiktaş | – | Fenerbahçe | Vodafone Arena |

| Istanbul 12ª giornata | Fenerbahçe | – | Kayserispor | Stadio Şükrü Saraçoğlu |

| Rize 13ª giornata | Çaykur Rizespor | – | Fenerbahçe | Stadio Çaykur Didi |

| Istanbul 14ª giornata | Fenerbahçe | – | Galatasaray | Stadio Şükrü Saraçoğlu |

| Istanbul 15ª giornata | İstanbul Başakşehir | – | Fenerbahçe | Stadio Başakşehir Fatih Terim |

| Istanbul 16ª giornata | Fenerbahçe | – | Konyaspor | Stadio Şükrü Saraçoğlu |

| Istanbul 17ª giornata | Eyüpspor | – | Fenerbahçe | Stadio Recep Tayyip Erdoğan |

#### Girone di ritorno
| Alanya 18ª giornata | Alanyaspor | – | Fenerbahçe | Stadio Bahçeşehir Okulları |

| Istanbul 19ª giornata | Fenerbahçe | – | Göztepe | Stadio Şükrü Saraçoğlu |

| İzmit 20ª giornata | Kocaelispor | – | Fenerbahçe | Stadio di Kocaeli |

| Istanbul 21ª giornata | Fenerbahçe | – | Gençlerbirliği | Stadio Şükrü Saraçoğlu |

| Trebisonda 22ª giornata | Trabzonspor | – | Fenerbahçe | Stadio Şenol Güneş |

| Istanbul 23ª giornata | Fenerbahçe | – | Kasımpaşa | Stadio Şükrü Saraçoğlu |

| Adalia 24ª giornata | Antalyaspor | – | Fenerbahçe | Antalya Arena |

| Istanbul 25ª giornata | Fenerbahçe | – | Samsunspor | Stadio Şükrü Saraçoğlu |

| Istanbul 26ª giornata | Fatih Karagümrük | – | Fenerbahçe | Stadio olimpico Atatürk |

| Istanbul 27ª giornata | Fenerbahçe | – | Gaziantep | Stadio Şükrü Saraçoğlu |

| Istanbul 28ª giornata | Fenerbahçe | – | Beşiktaş | Stadio Şükrü Saraçoğlu |

| Kayseri 29ª giornata | Kayserispor | – | Fenerbahçe | Stadio Kadir Has |

| Istanbul 30ª giornata | Fenerbahçe | – | Çaykur Rizespor | Stadio Şükrü Saraçoğlu |

| Istanbul 31ª giornata | Galatasaray | – | Fenerbahçe | Stadio Ali Sami Yen |

| Istanbul 32ª giornata | Fenerbahçe | – | İstanbul Başakşehir | Stadio Şükrü Saraçoğlu |

| Konya 33ª giornata | Konyaspor | – | Fenerbahçe | Stadio municipale metropolitano |

| Istanbul 34ª giornata | Fenerbahçe | – | Eyüpspor | Stadio Şükrü Saraçoğlu |

### Supercoppa di Turchia
| gennaio 2026, ore --:-- Semifinali | Fenerbahçe | – | Trabzonspor |  |

### UEFA Champions League

#### Terzo turno preliminare
| Arbitro: | Nyberg |

|                              |           |             |
| Timber 19’ Hadj Moussa 90+1’ | Marcatori | 86’ Amrabat |

| Arbitro: | Kovács |

|                                                            |           |                   |
| Brown 44’ Durán 45+2’ Fred 55’ En-Nesyri 83’ Talisca 90+6’ | Marcatori | 41’, 89’ Watanabe |

#### Spareggi
| Istanbul 20 agosto 2025, ore 21:00 CEST Spareggi - Andata | Fenerbahçe | 0 – 0 referto | Benfica | Stadio Şükrü Saraçoğlu\| Arbitro: \| Siebert \| |
| Arbitro:                                                  | Siebert    |               |         |                                                 |

| Lisbona 27 agosto 2025, ore 21:00 CEST Spareggi - Ritorno | Benfica | – referto | Fenerbahçe | Stadio da Luz |

## Statistiche

### Statistiche di squadra
| Competizione     | Punti | In casa | In casa | In casa | In casa | In casa | In casa | In trasferta | In trasferta | In trasferta | In trasferta | In trasferta | In trasferta | Totale | Totale | Totale | Totale | Totale | Totale | DR |
| Competizione     | Punti | G       | V       | N       | P       | Gf      | Gs      | G            | V            | N            | P            | Gf           | Gs           | G      | V      | N      | P      | Gf     | Gs     | DR |
| ---------------- | ----- | ------- | ------- | ------- | ------- | ------- | ------- | ------------ | ------------ | ------------ | ------------ | ------------ | ------------ | ------ | ------ | ------ | ------ | ------ | ------ | -- |
| Süper Lig        | 1     | 0       | 0       | 0       | 0       | 0       | 0       | 1            | 0            | 1            | 0            | 0            | 0            | 1      | 0      | 1      | 0      | 0      | 0      | 0  |
| Coppa di Turchia | -     |         |         |         |         |         |         |              |              |              |              |              |              |        |        |        |        |        |        |    |
| Champions League | -     | 2       | 1       | 1       | 0       | 5       | 2       | 1            | 0            | 0            | 1            | 1            | 2            | 3      | 1      | 1      | 1      | 6      | 4      | +2 |
| Totale           | -     | 2       | 1       | 1       | 0       | 5       | 2       | 2            | 0            | 1            | 1            | 1            | 2            | 4      | 1      | 2      | 1      | 6      | 4      | +2 |

### Andamento in campionato
| Giornata  | 1 | 2 | 3 | 4 | 5 | 6 | 7 | 8 | 9 | 10 | 11 | 12 | 13 | 14 | 15 | 16 | 17 | 18 | 19 | 20 | 21 | 22 | 23 | 24 | 25 | 26 | 27 | 28 | 29 | 30 | 31 | 32 | 33 | 34 |
| --------- | - | - | - | - | - | - | - | - | - | -- | -- | -- | -- | -- | -- | -- | -- | -- | -- | -- | -- | -- | -- | -- | -- | -- | -- | -- | -- | -- | -- | -- | -- | -- |
| Luogo     | C | T | C | T | C | T | C | T | C | T  | T  | C  | T  | C  | T  | C  | T  | T  | C  | T  | C  | T  | C  | T  | C  | T  | C  | C  | T  | C  | T  | C  | T  | C  |
| Risultato |   | N |   |   |   |   |   |   |   |    |    |    |    |    |    |    |    |    |    |    |    |    |    |    |    |    |    |    |    |    |    |    |    |    |
| Posizione |   | 8 |   |   |   |   |   |   |   |    |    |    |    |    |    |    |    |    |    |    |    |    |    |    |    |    |    |    |    |    |    |    |    |    |

Legenda:

Luogo: C = Casa; T = Trasferta. Risultato: V = Vittoria; N = Pareggio; P = Sconfitta.

### Statistiche individuali
| Giocatore       | Süper Lig | Süper Lig | Süper Lig   | Süper Lig  | Türkiye Kupası | Türkiye Kupası | Türkiye Kupası | Türkiye Kupası | Champions League | Champions League | Champions League | Champions League | Totale   | Totale | Totale      | Totale     |
| Giocatore       | Presenze  | Reti      | Ammonizioni | Espulsioni | Presenze       | Reti           | Ammonizioni    | Espulsioni     | Presenze         | Reti             | Ammonizioni      | Espulsioni       | Presenze | Reti   | Ammonizioni | Espulsioni |
| --------------- | --------- | --------- | ----------- | ---------- | -------------- | -------------- | -------------- | -------------- | ---------------- | ---------------- | ---------------- | ---------------- | -------- | ------ | ----------- | ---------- |
| Y. Akçiçek      | 1         | 0         | 0           | 0          | 0              | 0              | 0              | 0              | 1                | 0                | 0                | 0                | 2        | 0      | 0           | 0          |
| S. Amrabat      | 1         | 0         | 0           | 0          | 0              | 0              | 0              | 0              | 3                | 1                | 1                | 0                | 4        | 1      | 1           | 0          |
| O. Aydın        | 1         | 0         | 0           | 0          | 0              | 0              | 0              | 0              | 2                | 0                | 0                | 0                | 3        | 0      | 0           | 0          |
| R. Becão        | 0         | 0         | 0           | 0          | 0              | 0              | 0              | 0              | 0                | 0                | 0                | 0                | 0        | 0      | 0           | 0          |
| A. Brown        | 1         | 0         | 0           | 0          | 0              | 0              | 0              | 0              | 3                | 1                | 0                | 0                | 4        | 1      | 0           | 0          |
| D. Carlos       | 0         | 0         | 0           | 0          | 0              | 0              | 0              | 0              | 0                | 0                | 0                | 0                | 0        | 0      | 0           | 0          |
| O. Çetin        | 0         | 0         | 0           | 0          | 0              | 0              | 0              | 0              | 0                | 0                | 0                | 0                | 0        | 0      | 0           | 0          |
| T. Çetin        | 0         | 0         | 0           | 0          | 0              | 0              | 0              | 0              | 0                | 0                | 0                | 0                | 0        | 0      | 0           | 0          |
| M. Çizgili      | 0         | 0         | 0           | 0          | 0              | 0              | 0              | 0              | 0                | 0                | 0                | 0                | 0        | 0      | 0           | 0          |
| Y.E. Demir      | 0         | 0         | 0           | 0          | 0              | 0              | 0              | 0              | 1                | 0                | 0                | 0                | 1        | 0      | 0           | 0          |
| A. Djiku        | 0         | 0         | 0           | 0          | 0              | 0              | 0              | 0              | 0                | 0                | 0                | 0                | 0        | 0      | 0           | 0          |
| J. Durán        | 1         | 0         | 1           | 0          | 0              | 0              | 0              | 0              | 3                | 1                | 2                | 0                | 4        | 1      | 3           | 0          |
| İ. Eğribayat    | 1         | -0        | 0           | 0          | 0              | -0             | 0              | 0              | 3                | -4               | 0                | 0                | 4        | -4     | 0           | 0          |
| B. Elmaz        | 0         | 0         | 0           | 0          | 0              | 0              | 0              | 0              | 1                | 0                | 0                | 0                | 1        | 0      | 0           | 0          |
| Y. En-Nesyri    | 1         | 0         | 1           | 0          | 0              | 0              | 0              | 0              | 3                | 1                | 0                | 0                | 4        | 1      | 1           | 0          |
| Fred            | 1         | 0         | 0           | 0          | 0              | 0              | 0              | 0              | 3                | 1                | 0                | 0                | 4        | 1      | 0           | 0          |
| B. Kapacak      | 0         | 0         | 0           | 0          | 0              | 0              | 0              | 0              | 0                | 0                | 0                | 0                | 0        | 0      | 0           | 0          |
| İ. Kahveci      | 1         | 0         | 0           | 0          | 0              | 0              | 0              | 0              | 2                | 0                | 1                | 0                | 3        | 0      | 1           | 0          |
| D. Livaković    | 0         | -0        | 0           | 0          | 0              | -0             | 0              | 0              | 0                | -0               | 0                | 0                | 0        | -0     | 0           | 0          |
| L. Mercan       | 0         | 0         | 0           | 0          | 0              | 0              | 0              | 0              | 0                | 0                | 0                | 0                | 0        | 0      | 0           | 0          |
| O. Mimović      | 0         | 0         | 0           | 0          | 0              | 0              | 0              | 0              | 0                | 0                | 0                | 0                | 0        | 0      | 0           | 0          |
| M. Müldür       | 0         | 0         | 0           | 0          | 0              | 0              | 0              | 0              | 3                | 0                | 0                | 0                | 3        | 0      | 0           | 0          |
| B. Osayi-Samuel | 0         | 0         | 0           | 0          | 0              | 0              | 0              | 0              | 0                | 0                | 0                | 0                | 0        | 0      | 0           | 0          |
| J. Oosterwolde  | 1         | 0         | 2           | 1          | 0              | 0              | 0              | 0              | 3                | 0                | 1                | 0                | 4        | 0      | 3           | 1          |
| N. Semedo       | 1         | 0         | 0           | 0          | 0              | 0              | 0              | 0              | 3                | 0                | 0                | 0                | 4        | 0      | 0           | 0          |
| Ç. Söyüncü      | 0         | 0         | 0           | 0          | 0              | 0              | 0              | 0              | 0                | 0                | 0                | 0                | 0        | 0      | 0           | 0          |
| M. Škriniar     | 1         | 0         | 0           | 0          | 0              | 0              | 0              | 0              | 3                | 0                | 0                | 0                | 4        | 0      | 0           | 0          |
| S. Szymański    | 1         | 0         | 0           | 0          | 0              | 0              | 0              | 0              | 3                | 0                | 0                | 0                | 4        | 0      | 0           | 0          |
| Talisca         | 1         | 0         | 0           | 0          | 0              | 0              | 0              | 0              | 2                | 1                | 0                | 0                | 3        | 1      | 0           | 0          |
| C. Tosun        | 1         | 0         | 0           | 0          | 0              | 0              | 0              | 0              | 1                | 0                | 0                | 0                | 2        | 0      | 0           | 0          |
| M.H. Yandaş     | 0         | 0         | 0           | 0          | 0              | 0              | 0              | 0              | 0                | 0                | 0                | 0                | 0        | 0      | 0           | 0          |
| İ. Yüksek       | 0         | 0         | 0           | 0          | 0              | 0              | 0              | 0              | 1                | 0                | 0                | 0                | 1        | 0      | 0           | 0          |
| C. Ünder        | 0         | 0         | 0           | 0          | 0              | 0              | 0              | 0              | 0                | 0                | 0                | 0                | 0        | 0      | 0           | 0          |